# Grammodes oculicola
Grammodes oculicola är en fjärilsart som beskrevs av Walker 1858. Grammodes oculicola ingår i släktet Grammodes och familjen nattflyn. Inga underarter finns listade i Catalogue of Life.